# 小説新潮長編小説新人賞
小説新潮長編小説新人賞（しょうせつしんちょうちょうへんしょうせつしんじんしょう）は、『小説新潮』を掲載誌とした新潮社の応募型新人賞。娯楽小説の長編が対象。1993年を最後とする小説新潮新人賞を衣替えする形で、1995年から始まった。2003年を最後に終わり、新潮エンターテインメント新人賞に引き継がれた。受賞作は新潮社から単行本として刊行された（2001年まで）。

## 受賞作
- 第1回（1995）和泉ひろみ「あなたへのプレゼント」（「あなたへの贈り物」として単行本化）
- 第2回（1996）秋月煌「決闘ワルツ」
- 第3回（1997）佐浦文香「手紙」
- 第4回（1998）秋山鉄「夜の熱気の中で」（「居酒屋野郎ナニワブシ」として単行本化）
- 第5回（1999）須藤靖貴「俺はどしゃぶり」米村圭伍「風流冷飯伝」
- 第6回（2000）宇佐美游「調子のいい女」前川麻子「鞄屋の娘」
- 第7回（2001）渡辺由佳里「ノーティアーズ」
- 第8回（2002）入馬兵庫「ハナづらにキツイのを一発」（「太陽がイッパイいっぱい」に改題して単行本化）
- 第9回（2003）清野かほり「ピンクゴム・ブラザーズ」（「石鹸オペラ」に改題）富谷千佳「極北ツアー御一行様」（「極北華族」に改題）

## 選考委員
- 第1回-第3回　井上ひさし、北方謙三、髙樹のぶ子、縄田一男、林真理子
- 第4回-第7回　井上ひさし、北方謙三、北原亞以子、林真理子
- 第8回-第9回　浅田次郎、井上ひさし、北原亞以子、林真理子